# Majoron
V částicové fyzice jsou majorony (pojmenované po Ettore Majoranovi) hypotetickým typem Goldstoneových bosonů, o nichž se fyzikové domnívají, že zprostředkovávají narušení neutrinových hmotností leptonovým číslem nebo číslem B − L v některých vysokoenergetických srážkách jako jsou
e− + e− → W− + W− + J
Kde se dva elektrony srazí a vytvoří dva bosony W a majoron J. Pro U(1)B–L symetrie se předpokládá, že je globální, takže majoron není pohlcen kalibračním bosonem a nedochází ke spontánnímu narušení. Majorony byly původně formulovány ve čtyřech rozměrech podle Y. Chikashigea, R. N. Mohapatry a R. D. Pecceiho pro pochopení hmotností neutrin houpačkovým mechanismem a které jsou vyhledávány v procesu dvojité beta přeměny. Existují teoretické možnosti rozšíření této myšlenky na supersymetrické teorie a teorie zahrnující extra kompaktifikované rozměry. Šířením prostřednictvím dodatečných prostorových dimenzí detekovatelný počet majoronů vytváří odlišující se události. Matematicky mohou být majorony modelovány tím, že se mohou šířit prostřednictvím materiálu, zatímco všechny ostatní síly Standardní modelu jsou vázány na body variet.

## Hledání
Experimenty studující dvojité beta přeměny nastavily limity na rozpadové módy, které vyzařují majorony.
Skupina experimentu NEMO pozorovala různé prvky. Skupina EXO a zařízení Kamland-Zen stanovilo limity poločasu přeměny pro majoron rozpadající se v xenonu.

## Další literatura
- Balysh, A.; et al. (1996). "Bounds on new Majoron models from the Heidelberg-Moscow experiment". Physical Review D. 54 (5): 3641–3644. arXiv:nucl-ex/9511001. Bibcode:1996PhRvD..54.3641G. doi:10.1103/PhysRevD.54.3641.
- Mohapatra, R. N.; Pérez-Lorenzana, A.; de S. Pires, C. A. (2000). "Neutrino mass, bulk majoron and neutrinoless double beta decay". Physics Letters B. 491 (1–2): 143–147. arXiv:hep-ph/0008158. Bibcode:2000PhLB..491..143M. doi:10.1016/S0370-2693(00)01031-5.
- Carone, C. D.; Conroy, J. M.; Kwee, H. J. (2002). "Bulk majorons at colliders". Physics Letters B. 538 (1–2): 115–120. arXiv:hep-ph/0204045. Bibcode:2002PhLB..538..115C. doi:10.1016/S0370-2693(02)01943-3.
- Frampton, P. H.; Oh, M. C.; Yoshikawa, T. (2002). "Majoron mass zeros from Higgs triplet vacuum expectation values without a Majoron problem". Physical Review D. 66 (3): 033007. arXiv:hep-ph/0204273. Bibcode:2002PhRvD..66c3007F. doi:10.1103/PhysRevD.66.033007.
- Grossman, Y.; Haber, H. E. (2003). "The would-be Majoron in R-parity-violating supersymmetry". Physical Review D. 67 (3): 036002. arXiv:hep-ph/0210273. Bibcode:2003PhRvD..67c6002G. doi:10.1103/PhysRevD.67.036002.
- de S. Pires, C. A.; Rodrigues da Silva, P. S. (2004). "Spontaneous breaking of the lepton number and invisible majoron in a 3-3-1 model". European Physical Journal C. 36: 397–403. arXiv:hep-ph/0307253. Bibcode:2004EPJC...36..397D. doi:10.1140/epjc/s2004-01949-3.